# Starohrvatska prosvjeta
Starohrvatska prosvjeta je hrvatski znanstveni časopis koji izlazi jednom godišnje te se bavi temama iz srednjovjekovne arheologije, povijesti i povijesti umjetnosti. Prosvjeta je posebno poznata po svojoj tematskoj orijentiranosti na teme vezane za hrvatski rani srednji vijek.

## Povijest

### Nastanak
Časopis je osnovan u Kninu 1895. godine kao "Glasilo Hrvatskog starinarskog družtva u Kninu." Osnovao ga je osnivač Prvog muzeja hrvatskih spomenika i otac hrvatske ranosrednjovjekovne arheologije fra Lujo Marun, pod uredništvom Frane Radić. Tiskan je u Zagrebu. Izlazio je do 1904. godine. Planove za obnovu časopisa prekinuo je početak Prvog svjetskog rata.

### Obnova
Časopis je u svom drugom izdanju ponovno počeo izlaziti 1927. Urednici su mu bili Mihovil Abramić, Ćiril Metod Iveković i Ferdo Šišić. No zbog političkih previranja unutar Kraljevine SHS i uvođenja šestojanuarske diktature časopis je prestao izlaziti već 1928. godine.
Nakon preustroja Muzeja hrvatskih arheoloških spomenika poslije Drugog svjetskog rata, Prosvjeta je ponovno obnovljena 1949. godine, te je sve do 1969. godine izlazila kao glasilo Instituta za arheologiju JAZU, pod glavnim uredništvom Stjepana Gunjače. Godine 1981. Muzej hrvatskih arheoloških spomenika u Splitu obnovio je Prosvjetu pa ona uz nekoliko preskočenih godina izlazi i danas. Glavni urednik do 1995. godine bio je Dušan Jelovina. Nakon njega dolazi Ante Milošević koji je bio glavni urednik do 2004. godine. Njega je nasljedio Tomislav Šeparović. Trenutno časopis ponovno izlazi pod glavnim uredništvom Ante Miloševića.

## Sadržaj
Časopis objavljuje znanstvene radove iz područja arheologije, povijesti i povijesti umjetnosti.

## Vanjske poveznice
Mrežna mjesta
- Starohrvatska prosvjeta na Hrčku